# Orpaillage

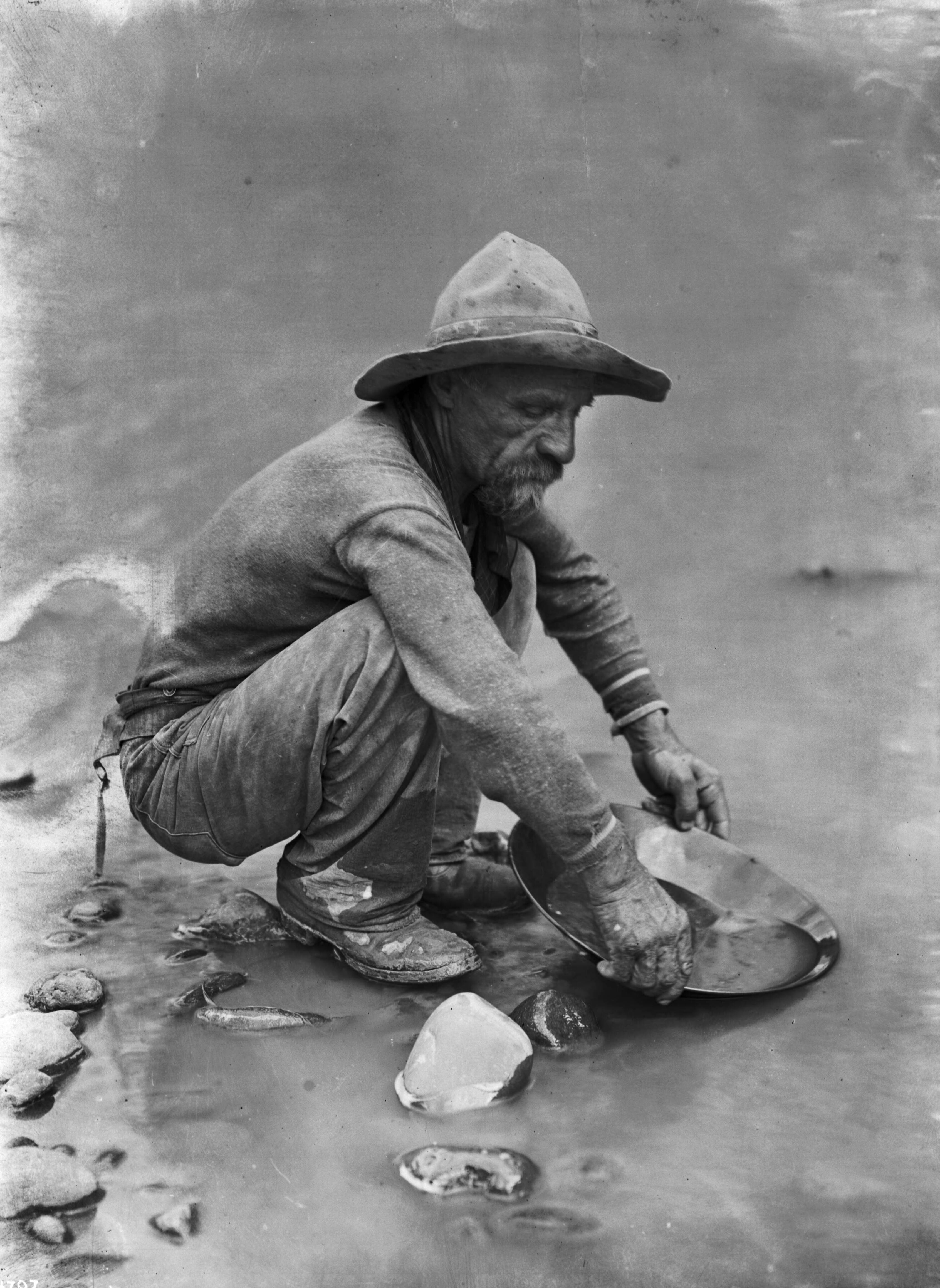
Un « 49er » (prononcé Forty Niner) maniant une batée, pendant la ruée vers l'or en Californie.

« Chercheur d'or » redirige ici. Pour les autres significations, voir Chercheuse d'or, Chercheuses d'or et Chercheurs d'or (homonymie).
L'orpaillage est la recherche et l'exploitation artisanale de l'or dans les rivières aurifères.

## Les gisements
L'or se trouve dans des plages de sable et gravier, situées dans les rivières dites «aurifères» (contenant des particules d'or). Dans ces placers, l'or natif se trouve sous forme de paillettes d'or plus ou moins grosses (poudre millimétriques, paillettes, grains ou pépites d'or) mélangées aux alluvions.
L'or des rivières provient de la désagrégation d'anciens filons de montagnes (filons détritiques) qui se sont érodés et dans lesquels le métal se trouvait à l'état cristallisé comme pour les filons des autres métaux lourds (cuivre, fer, plomb).
Cet or qui se retrouve dans les cours d'eau est appelé "or alluvionnaire". Tout l’intérêt pour le chercheur d'or réside dans ses connaissances pour rechercher l'emplacement où s'accumule l'or. L'or, en raison de sa densité très élevée, se trouve aussi dans des marmites qui sont des anfractuosités rocheuses situées au fond du lit de la rivière. L'or a également tendance à s'accumuler dans des barres ou plages de graviers sur les méandres intérieurs. C'est d'ailleurs l'emplacement privilégié des chercheurs d'or pour en trouver.

## Vocabulaire
Le code minier français considère comme des mines les gîtes connus pour contenir (entre autres) du mercure, de l'argent, de l'or, du platine, des métaux de la mine du platine. C'est pour cela que les gîtes alluvionnaires de rivières, exploités en carrière, s'appellent des mines d'or, et les alluvions extraites du minerai.

### Le jargon des orpailleurs
- Le placer (prononcer "placère") est un dépôt de sédiments présentant une concentration plus ou moins élevée d'or.
- Le bedrock est le lit rocheux de la rivière.
- Une faille est une fissure dans le bedrock où l'or a pu se retrouver piégé.
- Le lavage est l'action de séparer les particules d'or du minerai en utilisant de l'eau et en exploitant leur différence de densité.
- Le tamis est une grille au maillage plus ou moins fin permettant de faire un tri grossier.
- La batée désigne le récipient en forme de chapeau chinois qui, grâce à la force centrifuge, permet de séparer les paillettes d'or du sable.
- Un fond de batée désigne les éléments de densité élevée (hématites, magnétite, sable noir, plombs, grenats .. ) restant en fin de lavage avant le tri final.
- Le pan est une batée à fond plat. Ce terme vient de l'anglais et désigne la poêle qui servait aux chercheurs d'or américains à séparer par gravité les paillettes d'or des sédiments mais aussi à cuisiner leur nourriture.
- Le sable noir désigne les fines particules, généralement métalliques, dont la densité élevée fait qu'on les retrouve en fin de lavage.
- Le ciel étoilé est une expression indiquant que l'orpailleur aperçoit de nombreuses paillettes d'or dans le fond de sa batée.
- Une paillette désigne un très petit morceau d'or (moins d'un centimètre) et plat.
- Un grain est un morceau d'or présentant une épaisseur mais dont la taille et le poids ne permettent pas de le qualifier de pépite.
- Une pépite désigne un morceau d'or qui a de l'épaisseur s'attrapant à minima entre les deux doigts.
- Un rifle est un obstacle au flux d'eau de lavage permettant de créer un tourbillon où l'or se retrouve piégé.
- Une rampe de lavage (ou sluice box) désigne un canal généralement barré de rifles et tapissé de revêtements destinés à piéger l'or, que l'on place dans l'eau afin de récupérer de l'or, en y plaçant du gravier aurifère.
- Une pompe à main (ou pompe Henderson) est une sorte de grosse seringue généralement fabriquée artisanalement par les orpailleurs pour aspirer les graviers aurifères directement sous l'eau en plein courant.

## La recherche

### Prospection
C'est la reconnaissance et l'évaluation économique des placers. Elle se fait par des techniques d'hydrologie et de sédimentologie et par la mise en œuvre de matériel spécifique.

### Technique de la batée ou du pan
La batée est une cuvette qui permet de séparer les paillettes d'or du sable. Elle sert à analyser la teneur en or du gravier et à extraire l'or des concentrés obtenus à partir de moquettes posées sur une rampe de lavage, une drague-suceuse ou dans une sablière. Les compétitions de lavage d'or ont lieu sur la dextérité de maniement des batées.

## Matériel d'exploitation

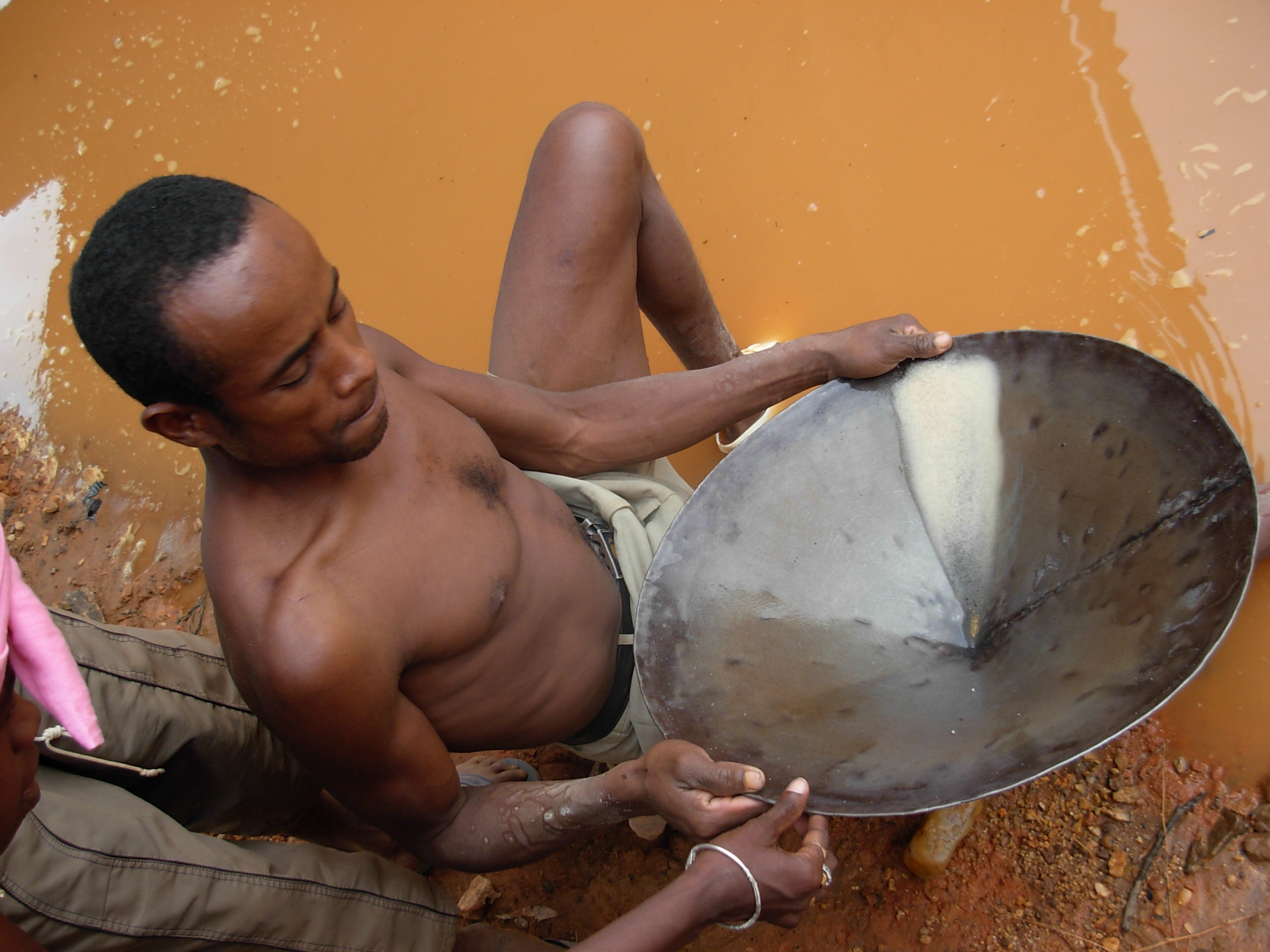
Un orpailleur à Madagascar.

Pour séparer l'or natif des alluvions, on utilise la gravité avec la différence de densité de l'or alluvionnaire (16 à 19 suivant la teneur en autres métaux comme l'argent ou le cuivre) du sable.
Outre la traditionnelle bâtée, l'orpailleur artisanal ou l'industriel utilisent différents appareils. Par exemple, le 15 février 1855, un M. Pradiers, de Toulouse en France, dépose un brevet (pour 15 ans) pour la chrysoplinthère, « machine à laver les sables aurifères ».
La rampe de lavage, sluice ou longtom est un « canal » fait de bois ou de métal, et garni de tapis spéciaux et de tasseaux dans lequel s'écoulent les alluvions par un courant d'eau. L'or est piégé par les tapis ou retenu derrière les tasseaux, alors que le sable est évacué.
La drague aspiratrice ou succion dredge utilise une pompe pour aspirer les alluvions dans le lit du fleuve ou des rivières et pour les déverser dans une rampe de lavage posée sur un radeau.
Il y a des ruées vers l'or contemporaines : en Guyane (département d'outre-mer (DOM) français), au Brésil et en Afrique.
Dans ces pays, pour récupérer l'or, généralement présent seulement en paillettes minuscules et à faible teneur dans les alluvions des grandes rivières, les chercheurs utilisent des barges gigantesques et aspirent les graviers avec des suceuses dans des « sluices ». Cette activité produit d'importants impacts environnementaux négatifs en détruisant les milieux (habitats forestiers en Guyane), puis en répandant du mercure lors de la phase d'agglomération des poussières et des particules d'or.
En France, de (petites) dragues suceuses sont utilisées ; elles sont très peu répandues et l'usage en est réglementé, ainsi que toute utilisation de motopompe.
En France, l'or est récupéré en sous-produit des sablières[évasif].

## Effet environnemental
L'exploitation industrielle du minerai d'or est une activité souvent très polluante et durablement contaminante pour l'environnement, même en Europe où cette activité n'est pas très connue du public.
Dans les exploitations intensives d'or du sol et des alluvions, telles que pratiquées in situ dans les forêts tropicales, les orpailleurs amalgament les particules, poussières ou paillettes minuscules, à l'aide de mercure, lequel est ensuite extrait par chauffage et évaporation. Ces orpailleurs pourraient avec un simple alambic récupérer le mercure évaporé, mais ils le font très rarement. L'intégralité de leur mercure pollue l'environnement. Dans les rampes ou « sluices », les très fines particules d'or sont mises en contact avec du mercure (sur les tasseaux en fin de rampe) pour s'amalgamer. Une partie de ce mercure est emportée avec les stériles ou absorbé par de la matière organique et se retrouve directement dans les rivières. Les premiers intoxiqués par le mercure sont les orpailleurs qui en respirent les vapeurs quand ils le distillent. Le reste du mercure pollue l'air puis les brumes, rosées et pluies, les sols et la chaîne alimentaire (poissons et coquillages en particulier).
Là où (en France métropolitaine par exemple) les orpailleurs amateurs ne cherchent que des paillettes et des pépites, ils n'ont besoin ni de mercure, ni de cyanure.
Le mercure est toxique (comme tous les métaux lourds), même à faible dose et sous toutes ses formes. Il n'entre durablement dans les chaînes alimentaires que sous sa forme méthylée (méthylmercure), la plus toxique, produite par des bactéries en conditions anoxiques (eaux stagnantes, sédiments). C'est un polluant majeur de l'environnement et l'un de ceux dont les teneurs augmentent de manière préoccupante dans tous les compartiments de l'écosystème. Dans les régions où il est abondamment pratiqué, l'orpaillage en est la principale cause. Le mercure peut être récupéré par simple condensation, ce qui est rarement fait.
Les techniques industrielles sont également polluantes en raison des déchets de cyanures qu'elles produisent.
L'usage de pompes et de puissants jets d'eau pour désintégrer les sols et les réduire en boue mélangée au mercure pour en extraire l'or est source d'une pollution par destruction du sol, par augmentation de la turbidité de l'eau et par la mise en suspension de métaux lourds ou de minéraux indésirables naturellement présents, normalement fixés dans les sols.
En Guyane française, le sol naturellement riche en mercure (huit fois plus en moyenne qu'un sol européen) accroît particulièrement ce problème. Dans ce cas, même si l'interdiction (effective depuis janvier 2006) était respectée partout, l'usage des lances monitor serait quand même source d'une pollution importante par le mercure.
Les opérations Anaconda et Harpie visent à lutter contre les exploitations clandestines d'orpaillage.
Il existe l'orpaillage de loisir, destiné uniquement aux amateurs. En France, l'orpaillage de loisir est autorisé moyennant une simple déclaration écrite auprès de la Direction Départementale des Territoires.

## Effet sur la santé
- Outre les impacts indirects principalement liés à l'ingestion d'aliments pollués par du mercure, les personnes qui respirent les vapeurs de mercure sont exposées à une intoxication aiguë ou chronique (hydrargyrisme). Le mercure sous forme de vapeur passe très facilement de l'air inspiré dans le sang.
- Les dérivés de cyanure, autres déchets de l'orpaillage semi-industriel ou des mines d'or, sont également des produits très toxiques, pour l'homme, pour l'animal et pour l'environnement.
- Les activités d'orpaillage en Guyane française sont à l'origine d'une double pollution au mercure : par rejet de la forme élémentaire du métal (Hg°) utilisée en tant qu'agent d'amalgamation et par l'érosion des sols très anciens du Bassin amazonien, naturellement riches en mercure inorganique (HgII).
- Deux voies d'expositions sont observées : une exposition professionnelle par inhalation du Hg° (brûlage des amalgames, raffinage de l'or) et par la consommation des produits de la pêche (poissons carnivores et piscivores).
- Le dosage du mercure inorganique total urinaire permet d'apprécier l'exposition ancienne (de plus de trois mois) au mercure inorganique et est bien corrélé à l'intensité de l'exposition. Ce paramètre est le mieux corrélé aux effets sur la santé.
- Des études conduites chez les orpailleurs ont mis en évidence l'exposition non négligeable aux vapeurs de mercure. L'exposition chez des orpailleurs du Surinam a été évaluée en moyenne à 27,5 µg/g créatinine. Chez des raffineurs au Brésil, elle atteint 79 µg/g créatinine, sachant que la norme biologique pour les travailleurs proposée par l'ACGIH (American Conference of Governmental Inductrial Hygienists) et le HSE (Health and Safety Executive) est actuellement 35 µg/g créatinine.
- Les effets observés d'une forte intoxication aux vapeurs de mercure sont des difficultés respiratoires et de la fièvre (semblables à une grippe), accompagnés de douleurs gastro-intestinales et musculaires. Une exposition chronique au mercure métallique entraîne une atteinte des systèmes nerveux central et périphérique et des lésions rénales parfois accompagnées de gingivite ou stomatite.

## Littérature
L'écrivain Jacques Aeschlimann a mis en scène en 1966 un orpailleur dans sa pièce L'Orpailleur.
Le chercheur d'or Cizia Zykë est devenu écrivain grâce au succès rencontré en 1985 par son livre autobiographique Oro.